# Adrian Năstase
Adrian Năstase (Bucarest, 22 giugno 1950) è un politico e giurista rumeno, Primo ministro della Romania dal 28 dicembre 2000 al 21 dicembre 2004.
Dopo la rivoluzione romena del 1989 è stato ministro degli esteri nei governi Roman II e Stolojan tra il 1990 e il 1992. Già presidente esecutivo e primo vicepresidente del Partito della Democrazia Sociale di Romania, nel 2001 è stato eletto presidente del Partito Social Democratico.
È diventato primo ministro in seguito alla vittoria del partito alle elezioni del 2000. Nel corso del mandato da premier la Romania ha registrato una crescita economica costante ed è riuscita a conseguire l'accesso alla NATO (marzo 2004). Nel dicembre 2004, inoltre, l'Unione europea ha deliberato l'ammissione del paese come membro titolare a partire dal 2007.
Nel 2004 è stato il candidato del Partito Social Democratico alle elezioni presidenziali, ma è stato sconfitto da Traian Băsescu, rappresentante della coalizione di centro-destra Alleanza Giustizia e Verità.
Eletto deputato in sei legislature (dal 1990 e il 2012), è stato per due volte non consecutive presidente della camera dei deputati, tra il 1992 e il 1996 e tra il 2004 e il 2006. Si è dimesso da tale incarico il 16 marzo 2006 in seguito a delle accuse di corruzione.
Il 20 giugno 2012 è stato condannato in via definitiva a due anni di carcere per aver percepito dei fondi illeciti per la propria campagna elettorale alle presidenziali del 2004. Dopo essere venuto a conoscenza dell'esito della sentenza ha tentato il suicidio nella propria abitazione. Il 6 gennaio 2014 ha ricevuto dall'Alta corte di cassazione una nuova condanna a quattro anni di reclusione per corruzione nell'ambito di un'altra inchiesta.

## Formazione e carriera professionale

### Famiglia
Nacque a Bucarest da una famiglia originaria di Hanul de Pământ, nel comune di Tărtășești, nel distretto di Dâmbovița. Il padre Marin Năstase era un ufficiale dell'esercito, ritiratosi dalle forze armate dopo l'instaurazione del regime comunista del 1947. Iscrittosi al Partito Comunista Rumeno (PCR) fu successivamente studente presso l'Università Politecnica di Bucarest e, negli anni settanta, dirigente nel quadro del ministero dell'istruzione. Sposatosi con Elena Dragomirescu, la coppia ebbe due figli, Adrian nato nel 1950 e Dana nel 1952.
Adrian Năstase crebbe nel quartiere di Colentina, nella capitale rumena. Tra i suoi amici di gioventù vi furono figli di dirigenti del PCR e della nomenklatura comunista.

### Studi
Completò gli studi liceali all'Alta scuola "Nicolae Bălcescu" di Bucarest (oggi chiamato Collegio nazionale "Sfântul Sava") e conseguì una prima laurea nel 1973 presso la facoltà di diritto dell'Università di Bucarest. Nel 1978 terminò gli studi in sociologia alla facoltà di storia e filosofia dello stesso ateneo.
Proveniente da una famiglia legata alla classe dirigente del regime, gli fu concesso di proseguire la propria specializzazione all'estero, nonostante i divieti imposti dalla repubblica socialista in termini di spostamenti oltre i confini. Nel 1980 fu ricercatore per la divisione per i diritti dell'uomo e della pace dell'UNESCO e per il Peace Research Institute di Oslo.
Conseguì un dottorato in diritto pubblico internazionale all'Università di Bucarest nel 1987.

### Attività accademica e professionale
Dopo la laurea in giurisprudenza, nel 1973, divenne ricercatore presso l'Istituto di ricerche giuridiche dell'Accademia romena, dove lavorò fino al 1990.
Fu a due riprese professore associato all'Accademia degli Studi economici di Bucarest (1977-1979 e 1984-1985). Nel 1982 fu tra i membri fondatori dello Human Rights Information and Documentation Systems (HURIDOCS) di Londra. Nel 1984 coordinò un gruppo di studio presso l'Istituto internazionale dei diritti umani di Strasburgo, esperienza in seguito alla quale divenne membro della Società francese di diritto internazionale.
Dopo la caduta del regime di Nicolae Ceaușescu, nel 1990 iniziò ad insegnare diritto all'Università di Bucarest, perdendo il titolo di professore nel 2012 dopo il suo arresto. Tra gli atenei privati in cui esercitò la professione di docente vi furono l'Università cristiana Dimitrie Cantemir (1992), l'Istituto di diritto internazionale e relazioni internazionale "Nicolae Titulescu" (1992) e l'Università Titu Maiorescu (dal 1992 al 1997). Al di fuori della Romania nel 1994 fu professore di diritto pubblico internazionale all'Università Pantheon-Sorbona di Parigi.
Tra gli altri ruoli in ambito accademico fu presidente della Fondazione europea "Nicolae Titulescu" (dal 1990 al 1992), direttore di ricerca presso l'Istituto rumeno per gli studi internazionali (1994) e membro della Società americana di diritto internazionale (dal 1995). Tra il 1990 e il 2003 rivestì la vicepresidenza dell'Associazione di diritto internazionale e relazioni internazionali (ADIRI), della quale divenne successivamente presidente. Nel 2000 fu membro fondatore dell'Associazione rumena di politica estera.
Nel corso della carriera gli fu conferito il titolo di dottore honoris causa dall'Università libera internazionale della Moldavia (2000), dall'Università di Craiova (2002), dall'Università Ștefan cel Mare di Suceava (2002), dall'Università Titu Maiorescu (2010) e dall'Università Aurel Vlaicu di Arad (2019).
Nel 2002 il presidente della Romania, Ion Iliescu, lo decorò con la gran croce dell'Ordine della Stella di Romania, ma il titolo gli fu revocato nel 2019 dal capo di Stato Klaus Iohannis, in conseguenza delle sue condanne per corruzione.

## Carriera politica

### Nel Fronte di Salvezza Nazionale
Si iscrisse al Partito Comunista Rumeno nel 1976, diventando segretario nel quadro dell'Unione dei giovani comunisti. In tale veste partecipò a due conferenze della Federazione mondiale della gioventù democratica, a Mosca nel 1985 e a Pyongyang nel 1989.
Dopo la rivoluzione del 1989 si iscrisse al Fronte di Salvezza Nazionale (FSN) di Ion Iliescu. Tra il febbraio e il maggio 1990 fu membro della commissione per la politica estera dell'organo di potere provvisorio, il Consiglio provvisorio di unione nazionale, che gestì la transizione del paese fino alla celebrazione delle elezioni del 1990.
Nel corso della prima conferenza nazionale del FSN svoltasi tra il 7 e l'8 aprile 1990, che confermò Iliescu a capo del partito, Năstase venne indicato quale segretario del collegio di coordinamento, al fianco di altri quattro colleghi. Gli fu assegnato anche l'incarico di portavoce del FSN.
Venne eletto deputato in occasione delle elezioni del maggio 1990, ma rinunciò al seggio nel luglio dello stesso anno. Fu contestualmente nominato ministro degli esteri del governo Roman II. In quel momento l'obiettivo della Romania sul piano della politica estera era quello dell'avvicinamento a Unione Europea e NATO per mettere fine all'isolamento internazionale del paese, che usciva da decenni di dittatura e viveva una difficile transizione alla democrazia. Fu confermato anche nel successivo governo Stolojan, il cui mandato si esaurì nel novembre 1992.

### Primo vicepresidente del Partito della Democrazia Sociale di Romania

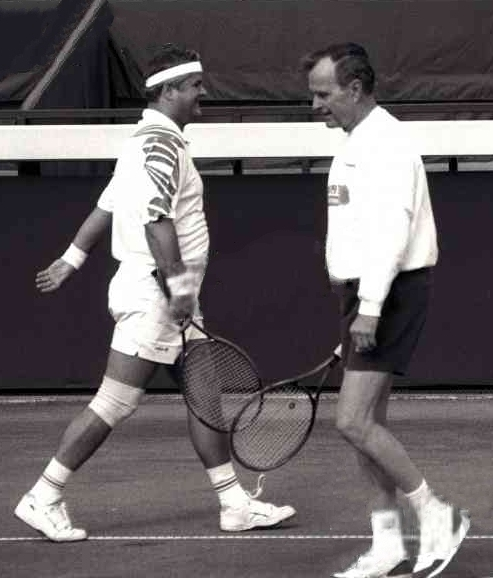
Năstase mentre gioca a tennis con l'ex Presidente degli Stati Uniti George H. W. Bush a Bucarest nel 1995.

Nell'aprile 1992 il FSN andò incontro ad una scissione. Năstase, quindi, seguì la fazione facente capo a Iliescu nel Fronte Democratico di Salvezza Nazionale (FDSN), che vinse le elezioni del 1992 e nel 1993 assunse la nuova denominazione di Partito della Democrazia Sociale di Romania (PDSR). Iliescu ottenne un nuovo mandato alla presidenza della Romania, mentre il partito formò un governo condotto da Nicolae Văcăroiu. Il 28 ottobre 1992 Năstase fu eletto quale nuovo presidente della camera dei deputati.
Il congresso di costituzione del PDSR del 9 e 10 luglio 1993 nominò Oliviu Gherman presidente del partito e Năstase suo presidente esecutivo. Il ruolo di Gherman, tuttavia, fu più onorario che effettivo, in quanto la maggior parte delle decisioni politiche ricadeva sulla figura del presidente esecutivo, il cui operato era sostenuto esternamente dal capo di Stato Ion Iliescu. La conferenza nazionale del PDSR del novembre 1995, celebratasi un anno prima delle nuove elezioni, convalidò gli stessi incarichi. Năstase fu l'unico candidato alla funzione di presidente esecutivo.
In seguito alle elezioni del 1996 il PDSR passò all'opposizione. Năstase fu proposto per un nuovo mandato alla presidenza della camera dei deputati, ma fu battuto dalla maggioranza, che il 27 novembre 1996 votò per Ion Diaconescu. Năstase, quindi, fu per l'intera legislatura 1996-2000 vicepresidente della camera e capogruppo del PDSR. Partecipò, inoltre, alla delegazione della Romania all'assemblea parlamentare del consiglio d'Europa e nel 1996 fu membro fondatore dell'assemblea internazionale dei parlamentari di lingua francese.
Dopo la sconfitta elettorale, il 17 gennaio 1997 Iliescu assunse la guida del PDSR, coadiuvato da Năstase nella veste di primo vicepresidente. Alla conferenza nazionale del giugno 1997 Năstase fu obiettivo delle critiche di un'ala ricondubile a Teodor Meleșcanu, che ne chiedeva le dimissioni per non essersi assunto le responsabilità dell'insuccesso alle elezioni. La maggior parte dei membri del PDSR, però, si strinse intorno a Iliescu e Năstase, mentre il gruppo di Meleșcanu abbandonò il partito. Il 21 giugno 1997 presidente e primo vicepresidente furono confermati nei loro incarichi. Contro la nomina di Năstase si espressero solamente venti delegati.
Nei successivi anni sotto la guida di Iliescu e Năstase il partito riuscì a riorganizzarsi e a stipulare accordi di collaborazione con varie associazioni sindacali, civiche e politiche, che ne ampliarono la base elettorale.

### Elezioni del 2000
Le elezioni del 2000 segnarono il ritorno al potere del PDSR (primo partito con il 36% dei voti) e di Iliescu. Adrian Năstase, designato primo ministro, non godeva della maggioranza assoluta per ottenere l'investitura e garantire la sopravvivenza del governo e fu costretto a richiedere l'appoggio parlamentare di Partito Nazionale Liberale (PNL) e Unione Democratica Magiara di Romania (UDMR). Nonostante la distanza ideologica, il 27 dicembre 2000 il PDSR e i partner esterni misero la firma su un documento che si basava sulla realizzazione di interessi comuni, quali uno sviluppo economico fondato sull'iniziativa privata e l'integrazione della Romania alle strutture di Unione europea e NATO.
Dal 2000 al 2004, oltre che premier, fu anche deputato e membro della commissione per la politica estera della camera dei deputati.
Dopo l'insediamento alla presidenza della Romania, per via dei limiti imposti dalla costituzione, Iliescu lasciò il ruolo politico in seno al PDSR e raccomandò pubblicamente la nomina di Năstase a nuovo leader del partito. L'assegnazione dell'incarico gli fu confermata dalla conferenza nazionale straordinaria del 19 gennaio 2001, che lo elesse ufficialmente presidente del PDSR. Il 16 giugno 2001, inoltre, il PDSR si fuse con il Partito Social Democratico Romeno, dando vita al Partito Social Democratico (PSD). Năstase fu acclamato all'unanimità presidente della nuova formazione con i voti di tutti i 4.030 delegati presenti al congresso di fondazione.

### Presidente del Partito Social Democratico

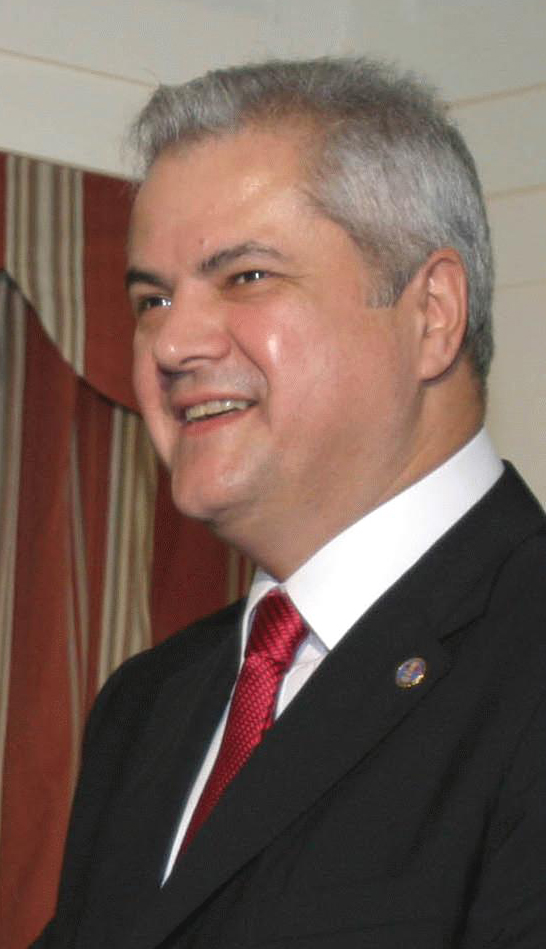
Adrian Năstase nel 2003.

Năstase guidò il PSD nella doppia veste di capo del partito e del governo. Il riallineamento degli obiettivi del PSD a livello ideologico comportò la necessità, dichiarata dalle alte sfere del partito, di proporre una revisione della propria immagine, distaccandosi dall'idea che associava il PDSR ai vecchi organismi comunisti e che rifiutava una riforma strutturale netta. Furono considerati essenziali, quindi, il rilancio dell'economia e l'avvicinamento ad Unione Europea e NATO. Sotto la sua presidenza il PSD consolidò le proprie strutture a livello nazionale e locale. Il 1º marzo 2002, grazie al fenomeno della migrazione parlamentare di politici provenienti da altri gruppi, riuscì a conseguire la maggioranza assoluta che mancava ad inizio legislatura. Nel 2003, inoltre, il partito fu ammesso all'Internazionale Socialista. Grazie a tale affiliazione, tra il 2004 e il 2006 Năstase fu copresidente del comitato per l'Europa sud-orientale dell'Internazionale socialista.
Una delle sue preoccupazioni maggiori, quindi, fu quella di spingere il partito ad abbracciare la dimensione ideologica della socialdemocrazia moderna e disancorarsi dal pensiero comunista conservatore e illiberale, seppur con diverse resistenze registrate all'interno del gruppo dirigente. Un netto rinnovamento fu reso difficile anche dai problemi di immagine del PSD, percepito dall'opinione pubblica come corrotto, guidato dal clientelismo e dominato dagli interessi personali dei rappresentanti locali, i cosiddetti "baroni". Lo stesso Năstase, del resto, dipendeva dal sostegno dei "baroni" che, pur al centro di controversie e direttamente coinvolti in fatti di corruzione, garantivano al partito sostegno elettorale e finanziario. La stabilità della sua presidenza derivava dal loro patrocinio, tanto che Năstase favorì tali personalità per rafforzare la propria autorità in seno al PSD. Neppure Năstase fu alieno da critiche. Tra i suoi collaboratori, infatti, figurava anche il presidente della commissione parlamentare di controllo sul SIE, Ristea Priboi che, come rivelato dalla stampa nel 2001, era stato un agente della Securitate, la polizia politica di Ceaușescu.
Nel corso del 2002, inoltre, emerse una rivalità tra il presidente del partito e il capo di Stato, che traeva origine dal desiderio di indipendenza politica di Năstase e dal tentativo di affermazione della propria influenza sul partito da parte di Iliescu, che temeva di essere messo da parte nel caso in cui il primo ministro fosse riuscito nell'intento. I due si scontrarono pubblicamente nel 2002 sul tema delle elezioni anticipate, argomento sostenuto da Năstase, e nel 2004 su quello dell'introduzione della flat tax sui redditi, ipotesi rigettata dal presidente della Romania in contrapposizione al premier. Nuove tensioni apparvero anche nell'estate 2004, quando Năstase minacciò le proprie dimissioni dalla presidenza del partito a causa dei tentativi del capo di Stato di influenzare la politica del governo, elemento che portò alla nascita di due fazioni contrapposte interne al PSD, fedeli all'uno o all'altro leader.

### Primo ministro

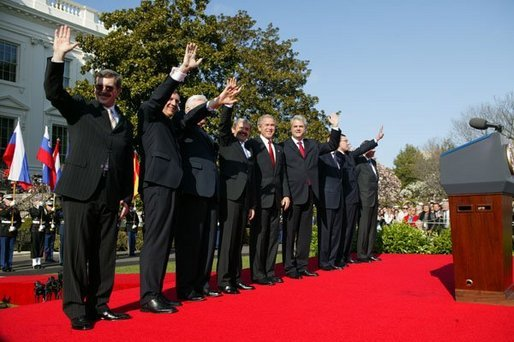
Da sinistra: Indulis Emsis, Anton Rop, Algirdas Brazauskas, Mikuláš Dzurinda, George W. Bush, Adrian Năstase, Simeone di Sassonia-Coburgo-Gotha, Juhan Parts e Jaap de Hoop Scheffer, accolti alla Casa Bianca, in occasione della cerimonia per l'ammissione dei nuovi sette membri della Nato, il 29 marzo 2004.

Il 28 dicembre 2000 il governo ottenne il voto di fiducia dal parlamento con 314 sì e 145 no. Assumendo l'incarico di primo ministro Năstase intendeva avvicinare il paese agli standard europei e trasformarlo in un collaboratore regionale di fiducia per i partner occidentali. In tal modo si obbligava a modificare le strutture economiche nazionali, ancora fortemente dipendenti dall'iniziativa pubblica, adattandole alle necessità dell'economia di mercato e a dare impulso ad una riforma sul piano dello sviluppo, che negli anni precedenti non aveva avuto continuità. Dopo quasi un decennio di recessione e iperinflazione, tra il 2001 e il 2004 il governo fu protagonista di un aumento sostenuto del PIL e di una stabilizzazione dell'inflazione. Nonostante la crescita dell'economia, però, al 2004 il 25% della popolazione viveva ancora sotto la soglia di povertà.
L'amministrazione Năstase combinò l'introduzione di misure di protezione sociale all'adesione agli accordi economici di breve e medio termine definiti dall'Unione europea come, ad esempio, interventi volti a favorire la stabilità dei parametri macroeconomici, la riduzione dell'inflazione e l'accrescimento delle riserve monetarie. Furono realizzate le privatizzazioni di alcune grosse società del comparto industriale, promossi investimenti infrastrutturali ed emanati diversi atti normativi in ambito economico, che favorirono gli investimenti e il consolidamento del sistema fiscale rumeno. Nell'ottobre 2001 il Fondo monetario internazionale approvò un prestito di 380 milioni di dollari. Grazie al miglioramento delle politiche di controllo dell'emigrazione clandestina, il 7 dicembre 2001 il Consiglio Giustizia e Affari interni dell'UE deliberò l'abolizione del sistema dei visti per i cittadini rumeni che viaggiavano nello spazio Schengen a partire dal 1º gennaio 2002.

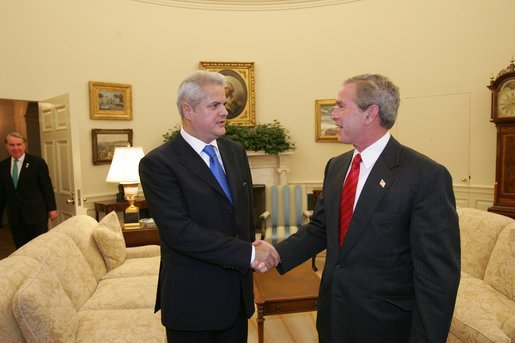
Adrian Năstase con George W. Bush.

Malgrado i progressi, il rapporto ufficiale di monitoraggio da parte della Commissione europea, reso pubblico nel novembre 2001, osservava che il paese non era ancora pronto ad aderire all'Unione dal punto di vista economico, mentre la corruzione dilagante era considerata un freno per lo sviluppo. Per provare a venire incontro alle richieste dei partner, nell'aprile 2002 il governo istituì la Procura nazionale anticorruzione (PNA), operativa a partire dall'autunno dello stesso anno. I risultati del nuovo organo, però, si rivelarono modesti e non intaccarono le relazioni clientelari e il favoritismo nel mondo politico e imprenditoriale. Nel 2002 le istituzioni europee continuavano a lamentare i problemi derivanti dalla corruzione e da una pubblica amministrazione inefficiente. Nel marzo 2003 l'esecutivo ottenne la fiducia parlamentare su un pacchetto di leggi anticorruzione, che decretava l'incompatibilità tra alcune funzioni pubbliche e private. Nell'ottobre dello stesso anno il governo conseguì un ulteriore avvicinamento all'Unione europea in seguito al successo di un referendum di riforma della costituzione, che armonizzava la carta fondamentale alla legislazione dei paesi europei.

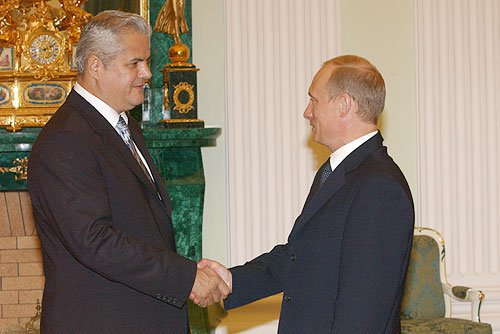
Adrian Năstase insieme al Presidente della Russia Vladimir Putin, il 27 luglio 2004.

Sul piano diplomatico il supporto incondizionato agli Stati Uniti nella guerra al terrorismo successiva agli attentati dell'11 settembre 2001 diede un'accelerazione ai negoziati per l'ammissione alla NATO. Il governo inviò un contigente militare per le operazioni sia in Afghanistan nel 2002 che in Iraq nel 2003. Nel novembre 2002 l'organizzazione accettò la Romania e altri sei paesi, che divennero membri a decorrere dal marzo 2004.
Nel corso dell'ultimo anno di mandato il governo riuscì ad ottenere una crescita del PIL di oltre l'8%, tra le maggiori d'Europa, e a privatizzare le più grandi aziende del comparto energetico, elemento che contribuì, insieme all'introduzione di nuovi atti legislativi, ad ottenere dalla Commissione europea la qualifica di "economia di mercato funzionale". La Commissione, quindi, ammise la richiesta di adesione della Romania, raccomandando la firma del trattato nel 2005 e la titolarità dello status di membro dell'Unione nel 2007.
I vertici europei, però, criticarono la corruzione generalizzata e le pressioni mosse dall'esecutivo su magistratura e stampa. Il governo, infatti, provò ripetutamente ad estendere il proprio controllo sui media, suggerendo notizie finalizzate a promuovere l'immagine dell'esecutivo e popolando le agenzie di stampa di militanti del PSD. I rapporti della Commissione europea lamentarono regressi nel campo della giustizia e tentativi del ministero di provare ad influenzare dei casi giudiziari. Nel corso dei quattro anni, inoltre, il governo mostrò una certa intolleranza verso le forze di opposizione, ignorando il confronto politico e ricorrendo sistematicamente alla misura dell'ordinanza d'urgenza come metodo per aggirare il dibattito parlamentare.

### Elezioni presidenziali del 2004
Le tensioni interne al PSD furono in parte allentate dal congresso straordinario del 27 agosto 2004, che ratificò la candidatura di Adrian Năstase alla presidenza della Romania in vista delle elezioni della fine del 2004.
Il leader del PSD basò la propria campagna elettorale sui successi ottenuti dal suo governo: la crescita economica, l'accesso a NATO e UE, la costruzione di 2.000 nuovi palazzetti dello sport, l'informatizzazione di numerosi istituti scolastici e l'introduzione di nuovi programmi d'istruzione (come il progetto d'educazione alimentare «Cornul și laptele»). Il PSD prometteva il proseguimento e la stabilizzazione del trend di crescita, la lotta alla povertà, aiuti sociali alle fasce svantaggiate, specialmente per i pensionati e la popolazione rurale, e il consolidamento delle funzionalità del sistema economico capitalista. Năstase puntò su una campagna caratterizzata da toni seri e rigorosi, promuovendo l'immagine di candidato tecnico dal linguaggio misurato. La sua oratoria risultò più artificiale rispetto a quella semplice e diretta del rappresentante del centro-destra Traian Băsescu. Il ricorso a tecnicismi e ad espressioni sprezzanti nei confronti delle gaffe dei discorsi degli avversari, che diedero la percezione di una certa arroganza, finì per penalizzare il candidato del PSD.
Dato come favorito dai sondaggi, al primo turno ottenne il 41% delle preferenze, staccando Băsescu di 7 punti percentuali. Al ballottaggio, complice anche la mobilitazione dell'elettorato di centro-destra che fece seguito alle accuse di frode (mai concretamente provate) lanciate da Băsescu all'indirizzo dei socialdemocratici, l'avversario di Năstase riuscì a recuperare lo svantaggio e a vincere le elezioni di stretta misura, con il 51% contro il 49% del primo ministro uscente.

### Seconda presidenza della camera dei deputati
Dopo la sconfitta alle elezioni presidenziali, il 20 dicembre 2004 fu eletto presidente della camera dei deputati per la nuova legislatura. Rassegnò, perciò, le proprie dimissioni da primo ministro, lasciando l'incarico ad interim a Eugen Bejinariu, che mantenne la funzione sino alla formazione del nuovo esecutivo presieduto da Călin Popescu Tăriceanu, il 29 dicembre 2004.
In occasione del congresso del PSD del 21 e 22 aprile 2005 non presentò la propria candidatura alla presidenza del partito, preferendo sostenere quella di Ion Iliescu. Questi, tuttavia, fu sconfitto da Mircea Geoană. Năstase, invece, riuscì ad ottenere l'elezione a presidente esecutivo, superando con 1.018 voti a 443 l'altro aspirante alla funzione, Sorin Oprescu.
All'inizio del 2006 la Procura nazionale anticorruzione avviò un'inchiesta in cui Năstase era sospettato di aver accettato una tangente (inchiesta "Zambaccian"). Per via degli eventi diverse personalità della dirigenza del PSD, tra le quali il presidente Geoană, gli chiesero di dimettersi dal partito. Il 16 gennaio, perciò, decise di autosospendersi dalla funzione di presidente esecutivo del PSD. La notizia di un ulteriore scandalo di corruzione che lo vedeva coinvolto (inchiesta "Mătușa Tamara"), spinse il partito a prendere la decisione ritirargli il sostegno per la posizione di presidente della camera, atto deliberato nel corso di una seduta che ebbe luogo nella notte tra il 14 e il 15 marzo 2006. I rappresentanti di trentasette filiali si espressero contro di lui, che ricevette il voto favorevole di sedici. In conseguenza della scelta della direzione del PSD, il 16 marzo fu costretto a rassegnare le proprie dimissioni da capo della camera dei deputati.
Completò la legislatura da semplice parlamentare. Nell'aprile 2006 entrò a far parte della commissione per la politica estera della camera. La posizione di presidente esecutivo del PSD, vacante dalle sue dimissioni, il 10 dicembre 2006 fu eliminata dallo statuto del partito.

### Processi per corruzione e presidenza del consiglio nazionale del PSD

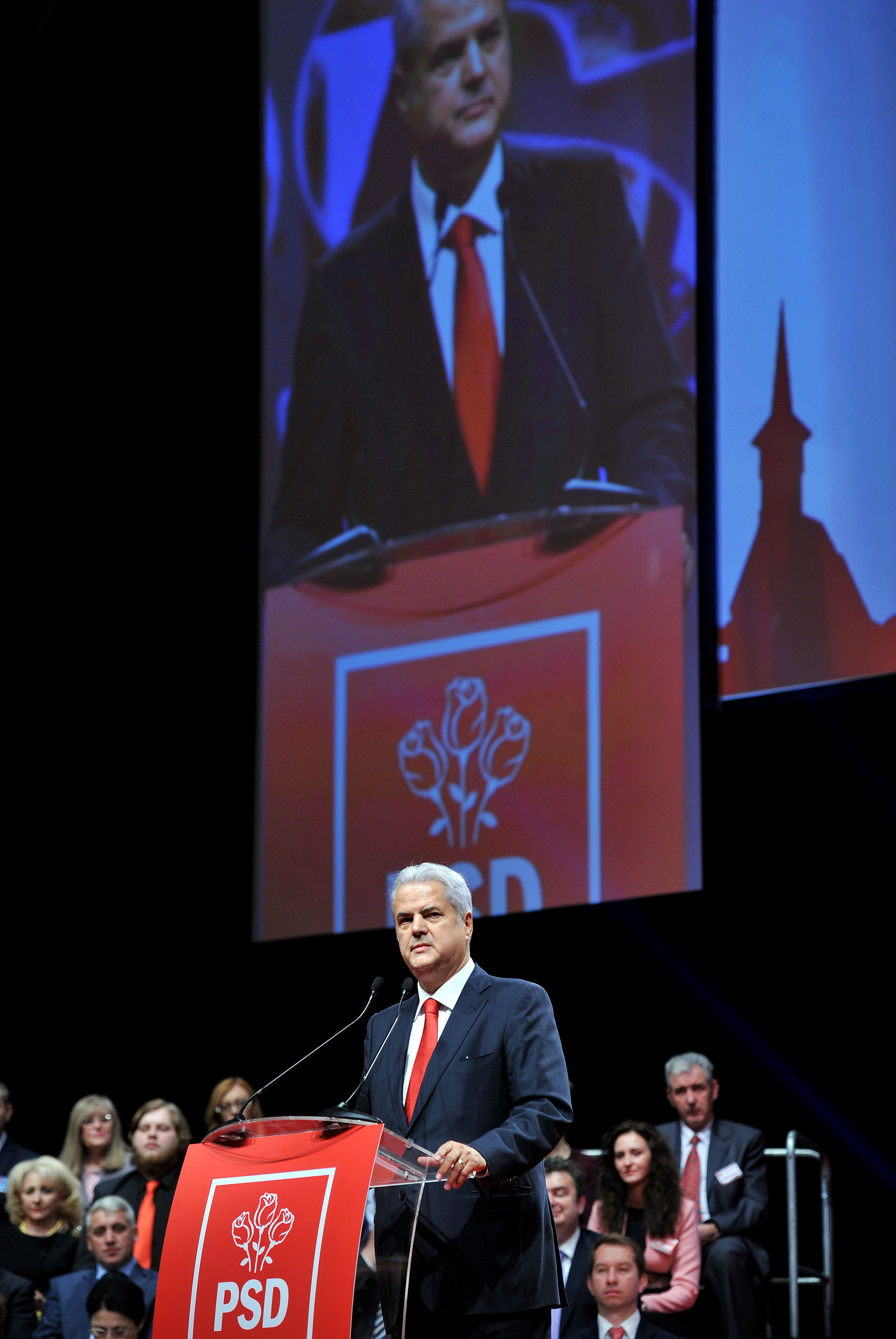
Adrian Năstase al Consiglio nazionale del PSD, il 9 novembre 2013.

Pur affermando di voler dimostrare la propria innocenza in istanza, nel 2007 ottenne la sospensione dei due processi grazie ad una sentenza della Corte costituzionale che prevedeva la necessità di un'autorizzazione a procedere da parte della camera dei deputati. Anche a causa delle sollecitazioni da parte della Commissione europea il presidente della Romania Băsescu sostenne pubblicamente il bisogno di dare il via ai processi in cui numerosi politici figuravano indagati. Nell'agosto 2008 la procura trasmise alla camera la richiesta per la revoca dell'immunità parlamentare di Năstase per una nuova inchiesta che lo riguardava, ma il parlamento la bocciò.
Nel 2008 tornò nella dirigenza del PSD. Grazie al sostegno di Iliescu e di diversi membri del partito scontenti della gestione di Mircea Geoană, il 22 febbraio 2008 fu eletto nuovo presidente del consiglio nazionale con 418 voti, mentre l'altro contendente Dan Mircea Popescu ne ottenne 202. Nella nuova posizione coordinò i trentuno dipartimenti specializzati dell'organo, oltre a godere del diritto di partecipazione all'ufficio esecutivo nazionale, poiché la funzione era equiparata a quella di un vicepresidente. Alle elezioni parlamentari del 30 novembre 2008 ottenne nuovamente un seggio da deputato candidandosi in una circoscrizione della città di Mizil, dove conseguì il 60% dei voti espressi nel collegio. In seguito al voto il PSD formò un governo di coalizione con il Partito Democratico Liberale di Traian Băsescu, soluzione politica che fu criticata da Năstase.
Nel gennaio 2009 fu rinviato a giudizio nell'ambito dell'inchiesta "Trofeul Calității", aperta per la verifica di illeciti nel finanziamento della sua campagna elettorale per le presidenziali del 2004. Nel marzo 2009, inoltre, il parlamento approvò la richiesta della procura di consentire l'autorizzazione a procedere per le inchieste "Zambaccian" e "Mătușa Tamara", che erano bloccate dal 2007. Dopo il voto recriminò presunte interferenze politiche orchestrate da Băsescu, allo scopo di impedire una sua potenziale candidatura alle elezioni presidenziali del 2009, mentre il capo di Stato rigettò le accuse, replicando che Năstase si sarebbe dovuto preoccupare dei tradimenti da parte dei suoi stessi colleghi di partito.
Poche settimane dopo il congresso del PSD del febbraio 2010, che segnò la nomina di Victor Ponta alla presidenza del partito, l'11 marzo Năstase fu confermato nel ruolo di presidente del consiglio nazionale. Questi ottenne 407 voti, mentre l'altro candidato Gheorghe Nichita 219.

### Condanne e ultimi anni
Il 30 gennaio 2012 fu condannato in primo grado a due anni di reclusione nel processo "Trofeul Calității". Il 30 marzo seguì la sentenza di primo grado anche per il caso "Zambaccian", che gli comminò una pena di tre anni, ma con la sospensione della condanna. Il 20 giugno fu emesso il verdetto finale per l'inchiesta "Trofeul Calității", per la quale fu punito a due anni di carcere. Per sfuggire all'arresto tentò il suicidio con un colpo di pistola al collo. Una volta dimesso dall'ospedale, il 26 giugno fu trasferito in carcere, ove rimase fino al 18 marzo 2013, quando fu rilasciato per buona condotta.
Il 3 settembre 2012 fu assolto in via definitiva per il caso "Mătușa Tamara". Il 6 gennaio 2014, però, ricevette un'ulteriore condanna a quattro anni di carcere nell'ambito del processo "Zambaccian". Il nuovo periodo di detenzione si interruppe il 21 agosto 2014, quando fu accettata la sua richiesta di liberazione condizionale.
Nel 2019, nel contesto della crisi interna al PSD che seguì l'arresto del suo presidente Liviu Dragnea, Năstase mostrò insieme a Octav Cozmânca la propria disponibilità a formare un gruppo di supporto politico per il partito per aiutarlo ad uscire dalla difficile situazione.

## Aspetti controversi

### Caso Armageddon II
Il 16 gennaio 2002 un anonimo inviò alle ambasciate straniere a Bucarest un rapporto in formato elettronico in cui venivano elencate le grandi ricchezze della famiglia Năstase e le sue connessioni con alcuni imprenditori al centro di scandali di corruzione. Il giorno successivo il procuratore generale della Romania Joița Tănase ordinò l'arresto del presunto colpevole, l'ex consigliere del presidente della Romania Emil Constantinescu, Mugur Ciuvica. La stampa attribuì al caso il nome di "Armageddon II". In base alle previsioni del codice penale, un arresto in tali circostanze poteva essere giustificato solamente da eventi che mettevano a repentaglio la sicurezza nazionale o internazionale. L'organizzazione non governativa APADOR-CH accusò l'allora premier Năstase di favorire il ricorso a misure repressive e autoritarie e di mettere in pericolo la libertà d'espressione. Il primo ministro ammise l'eccesso nelle azioni intraprese dalla procura.

### Inchiesta "Zambaccian"

#### Avvio dell'inchiesta
Il 27 agosto 2004 il deputato del PNL Mona Muscă presentò al procuratore capo della Procura nazionale anticorruzione, Ioan Amarie, un esposto in cui chiedeva l'avvio di un'inchiesta contro Năstase in relazione all'acquisto di un terreno sito in strada Muzeul Zambaccian n° 16 a Bucarest. Secondo la denuncia il terreno sarebbe originariamente appartenuto all'ex parlamentare del PDSR Gabriel Bivolaru (sotto inchiesta per altri reati dal 1997) e nel 1998 sarebbe diventato proprietà di Năstase tramite altre operazioni di vendita. Il costo dell'acquisizione sarebbe stato di 11.000 dollari, somma di venticinque volte inferiore rispetto al prezzo medio di mercato per quella zona. Nel settembre 2004 la PNA archiviò il caso perché non rinvenne alcun elemento di illegalità nella transazione.
Nel novembre 2005 il nuovo procuratore capo della Procura nazionale anticorruzione (ridenominata Direzione nazionale anticorruzione, DNA), Daniel Morar, deliberò la riapertura delle indagini. Il 7 febbraio 2006 Năstase fu informato dai magistrati di essere sospettato di aver accettato quale tangente circa 400.000 euro sotto forma di beni importati dalla Cina (del valore di 100.000 dollari) e di infissi e finestre per le proprie case site in strada Zambaccian e nel comune di Cornu (stimati intorno a 1.200.000 lei). Risultavano indagati anche la moglie Daniela e l'ex console della Romania a Hong Kong, Ioan Păun. L'ex premier si difese sostenendo che si trattava di un'inchiesta pilotata politicamente da Traian Băsescu.
Il 9 febbraio 2006 il ministro della giustizia Monica Macovei chiese a Năstase, allora capo della camera dei deputati, di permettere la perquisizione delle sue abitazioni al fine di agevolare lo svolgimento delle indagini. L'istanza fu discussa una prima volta dall'ufficio di presidenza della camera il 13 febbraio e respinta definitivamente all'inizio di marzo 2006.
Il 13 novembre 2006 la procura comunicò il rinvio a giudizio degli imputati. In base alla requisitoria, tra il 2002 e il 2004, approfittando della propria autorità Năstase avrebbe ricevuto tangenti in maniera continuata sotto forma di beni e servizi. In cambio di tali prestazioni avrebbe garantito all'ispettore generale per le costruzioni, Irina Jianu, la nomina per un nuovo mandato nella stessa funzione una volta che l'ispettorato fosse passato sotto la gestione diretta del governo. In modo da aggirare la legislazione in materia doganale, la Jianu avrebbe prodotto delle fatture e dei falsi certificati di conformità per permettere l'ingresso in Romania dalla Cina di dodici container contenenti materiali da costruzione e oggetti destinati alle case di proprietà di Năstase in strada Zambaccian e in strada Christian Tell a Bucarest e nella località di Cornu. In Cina i container sarebbero stati custoditi presso l'ambasciata della Romania, con la complicità di Ioan Păun, cui sarebbe stata promessa la conferma del ruolo di console a Hong Kong, mentre l'importazione in Romania sarebbe avvenuta tramite un'azienda edile con sede a Bacău, la Vertcon.
Nel corso delle indagini i procuratori rilevarono ulteriori reati che riguardavano il finanziamento della campagna presidenziale di Năstase del 2004. Secondo la DNA questi avrebbe ottenuto illegalmente contributi per oltre 817.000 euro da diverse società private. La Vertcon avrebbe contribuito con circa 10.000 euro su espressa richiesta di Irina Jianu, mentre la Eurografica di Cristian Mihail Vasile avrebbe pagato la parte restante.

#### Sospensione del processo
Il processo presso la procura dell'Alta corte di cassazione e giustizia iniziò il 14 dicembre 2006, ma fu sospeso il 22 marzo 2007, quando gli avvocati di Năstase presentarono un'eccezione di incostituzionalità alla Corte costituzionale. I difensori contestarono alcuni articoli della Legge 115/1995 sulla responsabilità ministeriale, modificata nel 2005. La legge contemplava che gli ex membri del governo sarebbero potuti essere posti sotto inchiesta e giudicati secondo le disposizioni del diritto ordinario. Ciò, secondo Năstase, ignorava alcune previsioni costituzionali. La stessa legge, inoltre, prevedeva la necessità di un'autorizzazione a procedere da parte delle camere per quanto riguardava gli ex membri del governo per reati commessi nell'esercizio delle attribuzioni ministeriali. La procura non aveva trasmesso alcuna richiesta al parlamento in tal senso e, perciò, il rinvio a giudizio non rispettava i requisiti di legge. L'eccezione presentata da Năstase fu ammessa il 5 luglio 2007. L'11 marzo 2008 la Corte costituzionale ribadì che l'avvio di procedure penali contro gli ex membri del governo attualmente parlamentari era permesso solamente previa approvazione della camera di cui facevano parte.
Il 18 ottobre 2007, quindi, il fascicolo fu restituito alla DNA per il rifacimento dell'inchiesta, mentre la procura presentò un ricorso che fu bocciato il 7 aprile 2008. Le indagini si svolsero in parallelo a quelle per un altro scandalo di corruzione che lo vedeva coinvolto, il caso "Mătușa Tamara", rimandato ai magistrati per le stesse ragioni. Nel 2008, inoltre, la procura decise di separare l'inchiesta relativa ai fondi per la campagna presidenziale, motivo per il quale fu aperto il fascicolo denominato "Trofeul Calității".
L'11 settembre 2007 la DNA comunicò l'avvio di una nuova procedura contro Năstase, il caso "Zambaccian 2", collegata all'inchiesta principale. Le indagini riguardavano le modalità con le quali l'ex premier era diventato proprietario dell'immobile, valutato oltre 1,5 milioni di euro. Le autorità sospettavano un giro di tangenti in cambio di nomine in funzioni pubbliche. Risultava indagato anche l'ex ministro dei trasporti Miron Mitrea. Il 4 agosto 2008 il procuratore generale Laura Codruța Kövesi sollecitò alla camera l'autorizzazione a procedere contro Năstase in questo filone. Il 13 agosto 2008 i deputati respinsero la richiesta.
Nel 2009 fu varata una modifica al regolamento della camera dei deputati che rendeva più facile il ritiro dell'immunità parlamentare (voto a maggioranza semplice e non più con la maggioranza dei due terzi), misura ritenuta legittima anche dalla Corte costituzionale. In virtù del nuovo quadro legislativo, il procuratore generale si rivolse al parlamento, chiedendo la revoca dell'immunità di Năstase sia per l'inchiesta "Zambaccian 1" che per quella "Mătușa Tamara". La commissione giuridica della camera diede il proprio parere negativo, ma il 4 marzo 2009 i deputati accettarono la richiesta con 158 voti a 128.
Nel giugno 2009 il procuratore generale trasmise un'ulteriore richiesta per ottenere l'autorizzazione a procedere anche per l'inchiesta "Zambaccian 2", malgrado il parlamento si fosse già espresso nell'agosto precedente. Năstase criticò l'iniziativa della Kövesi, sostenendo l'illegittimità giuridica dell'atto, che avrebbe potenzialmente applicato retroattivamente la decisione della Corte costituzionale del 2009 riguardante le regole per l'immunità parlamentare. Il rapporto della commissione per il regolamento riteneva inammissibile la richiesta della procura. Al termine di un lungo dibattito su questioni procedurali, il 23 giugno 2009 la votazione finale della camera confermò l'opinione della commissione con 116 voti a favore, 100 contrari e 10 astenuti.

#### Condanna
Il procedimento penale sul caso "Zambaccian 1" fu avviato ufficialmente il 26 maggio 2009. Secondo i procuratori l'importo dei beni ricevuti illegalmente da Năstase ammontava a 630.000 euro. Nel gennaio 2010 la DNA dispose il sequestro dell'immobile di strada Zambaccian. Il rinvio a giudizio fu comunicato il 5 maggio 2010.
La sentenza di primo grado fu letta dall'Alta corte il 30 marzo 2012. Năstase fu condannato a tre anni di reclusione con sospensione della pena per il reato di ricatto, mentre fu assolto per quello di corruzione. La moglie Daniela subì la stessa condanna. L'appello, però, inasprì le pene. Il 6 gennaio 2014 l'ex primo ministro del PSD fu condannato a quattro anni di carcere e a cinque di decadenza dei diritti per corruzione in forma continuata. Per il reato di ricatto ricevette tre anni con sospensione della pena. Daniela Năstase fu punita con tre anni di reclusione con sospensione della pena e Irina Jianu con quattro anni di prigione. Năstase fu inizialmente tradotto al penitenziario di Rahova e trasferito al carcere di Jilava il successivo 29 gennaio 2014.
Il 24 marzo 2014 le indagini sul filone "Zambaccian 2" furono archiviate senza alcun rinvio a giudizio.
Nel 2014 Năstase si ritrovò a scontare due pene concorrenti, come risultato delle condanne ricevute nei casi "Zambaccian" e "Trofeul calității", il cui verdetto era stato emesso il 20 giugno 2012. Il 24 giugno 2014 la corte d'appello di Bucarest emise un atto di unificazione delle condanne, aggiungendo un ulteriore periodo di sei mesi al periodo di detenzione, per un totale di quattro anni e sei mesi.
Il 23 luglio 2014, tuttavia, il tribunale del Settore 4 di Bucarest ammise una richiesta di liberazione condizionale per buona condotta. La DNA presentò un ricorso al tribunale di Ilfov, che il 21 agosto 2014 si espresse in favore di Năstase, che fu rilasciato. Uscito di prigione rimase soggetto all'interdizione dai pubblici uffici. Il 7 dicembre 2021, tuttavia, l'Alta corte di cassazione e giustizia accettò la sua richiesta di riabilitazione, rimuovendo tali limitazioni. La procura rinunciò al ricorso, rendendo la sentenza implicitamente definitiva.

### Inchiesta "Mătușa Tamara"
All'inizio del 2006 in qualità di parlamentare, come richiesto dalla legge, Năstase pubblicò la propria autodichiarazione riguardante i beni posseduti e i redditi conseguiti nel 2005. La procura decise di avviare delle indagini a causa di diverse incongruenze. Nella dichiarazione risultava un'eredità di un milione di dollari ricevuta da una parente della moglie, la zia (in rumeno Mătușa) ultranovantenne Tamara Cernasov. Visto il tenore di vita della donna, che viveva di una sola pensione, i procuratori sospettavano, in realtà, una provenienza illecita legata al riciclaggio di denaro.
Il 1º giugno 2006 gli furono comunicati i capi d'accusa di quella che allora era la seconda inchiesta a suo carico. Pur rinviato a giudizio il 31 maggio 2007, il processo seguì le stesse vicende del caso "Zambaccian 1". Sospeso nel luglio 2007, quando la Corte costituzionale rilevò un'eccezione di incostituzionalità riguardante la legge sulla responsabilità ministeriale, il fascicolo fu restituito alla procura nel 2008. Il 4 marzo 2009 la camera approvò la richiesta di autorizzazione a procedere da parte della DNA. Il procedimento penale fu avviato il 26 maggio 2009. L'ex primo ministro fu rinviato nuovamente a giudizio il 21 ottobre 2009, al fianco di Melinescu e del suo ex consigliere Ristea Priboi.
Secondo l'atto di accusa della procura nel novembre 2000 Melinescu, allora semplice membro dell'assemblea dell'Ufficio nazionale per la prevenzione e la lotta al riciclaggio di denaro (ONPCSB), sarebbe entrato in contatto con Priboi e Năstase, comunicandogli che l'organo di cui faceva parte avrebbe presto trasmesso alla DNA una nota informativa riguardante un deposito di 400.000 dollari in contanti realizzato sul conto bancario di Daniela Năstase. Il possesso di tale cifra non poteva essere giustificato da redditi personali, per cui alla distinta di versamento era stato allegato un contratto che avrebbe attestato che la somma proveniva dalla vendita di gioielli, quadri e altri beni di valore da parte di Tamara Cernasov. In base al documento l'anziana avrebbe posseduto undici dipinti a firma di Nicolae Tonitza, Corneliu Baba, Henri Rousseau, Iosif Iser, Ștefan Popescu, Octav Băncilă, Constantin Baraschi e Nicolae Vermont, tre manoscritti inglesi su pergamena del periodo 1784-1827 e altri oggetti preziosi. Non esisteva, però, alcuna documentazione attestante l'effettiva proprietà dei beni da parte della donna. Melinescu promise all'allora leader del PDSR che avrebbe bloccato il procedimento in gestione al suo ente fino alle elezioni, poi vinte dal partito. Il 28 dicembre 2000 il nuovo primo ministro deliberò tramite ordinanza di governo la promozione a capo dell'ONPCSB di Melinescu che, successivamente, avrebbe sottratto dagli archivi dell'organo la documentazione relativa alle verifiche e l'avrebbe personalmente consegnata a Priboi. L'OPNCSB avrebbe denunciato la scomparsa del fascicolo il 18 dicembre 2006.
Il 15 dicembre 2011 l'Alta corte assolse in primo grado tutti e tre gli imputati. Secondo i giudici l'impianto probatorio non permetteva di stabilire con certezza l'esistenza di un accordo tra Năstase e Melinescu. Il 3 settembre 2012 la cassazione confermò la decisione già emessa in primo grado.

### Inchiesta "Trofeul Calității"
Tra il 2006 e il 2008, investigando sul dossier "Zambaccian", la DNA rilevò alcune irregolarità relative al finanziamento della campagna presidenziale di Năstase del 2004. Nel 2008 la procura decise di separare l'inchiesta relativa a tale parte. L'avvio del procedimento penale fu formalizzato il 9 luglio 2008, mentre la decisione di rinvio a giudizio fu pubblicata il 20 gennaio 2009. Poiché le presunte infrazioni erano state commesse in qualità di presidente del partito e non in una funzione ministeriale, non sarebbe stato necessario il voto della camera dei deputati per la revoca dell'immunità parlamentare.
Secondo la requisitoria nel 2004 Irina Jianu, capo dell'Ispettorato di Stato per le costruzioni (ISC), organizzò una conferenza chiamata "Trofeul Calității in Construcții", per la cui partecipazione era previsto il versamento di una quota d'iscrizione, che diverse aziende e istituzioni pubbliche sarebbero state sollecitate a pagare a prescindere dalla necessità di prendervi parte. Tali somme, in realtà, sarebbero state utilizzate per finanziare la campagna elettorale di Năstase per le presidenziali del 2004. Le quote non sarebbero state versate sui conti dell'ISC, ma su quelli di quattro società private, che avrebbero subappaltato l'organizzazione della conferenza. In modo da coprire la differenza tra le quote di partecipazione incassate (pari a 1,6 milioni di euro) e le spese effettivamente realizzate, un'altra società avrebbe emesso fatture fittizie per servizi non corrisposti. I fondi sarebbero poi stati trasferiti alla Eurografica di Mihail Cristian Vasile tramite delle operazioni di riciclaggio (cessioni di azioni, maggiorazioni di capitale, falsi contratti di compravendita di terreni e servizi). L'Eurografica si sarebbe occupata del pagamento ai produttori di materiali e gadget di propaganda elettorale, registrando tali versamenti nei propri libri contabili come spese pubblicitarie per la stessa società.
Per tali reati il 30 gennaio 2012 Năstase fu condannato in primo grado dall'Alta corte a due anni di reclusione. Il 20 giugno 2012, due giorni prima del suo sessantaduesimo compleanno, la cassazione di espresse definitivamente, confermando la pena. Irina Jianu fu condannata a sei anni di reclusione.
Nella stessa sera, dopo essere stato raggiunto nella propria abitazione dagli agenti di polizia incaricati di accompagnarlo in carcere, Năstase avrebbe tentato il suicidio sparandosi un colpo di pistola al collo. Fu operato d'urgenza presso l'ospedale Florească di Bucarest. I medici stabilirono che non si era procurato lesioni vitali. Dimesso dall'ospedale dopo sei giorni di degenza, fu trasferito al penitenziario di Rahova. A causa di problemi di salute legati al diabete e a malattie cardiache, il 23 luglio 2012 fu trasferito alla casa circondariale di Jilava, attrezzata per la cura di detenuti affetti da tali patologie.
Il 12 febbraio 2013 il tribunale del Settore 4 di Bucarest accettò una richiesta di liberazione condizionale. Il successivo ricorso della DNA fu respinto dal tribunale di Bucarest nel marzo dello stesso anno. Il periodo di detenzione per l'inchiesta "Trofeul Calității" durò complessivamente nove mesi dal 20 giugno 2012 al 18 marzo 2013.

## Vita privata

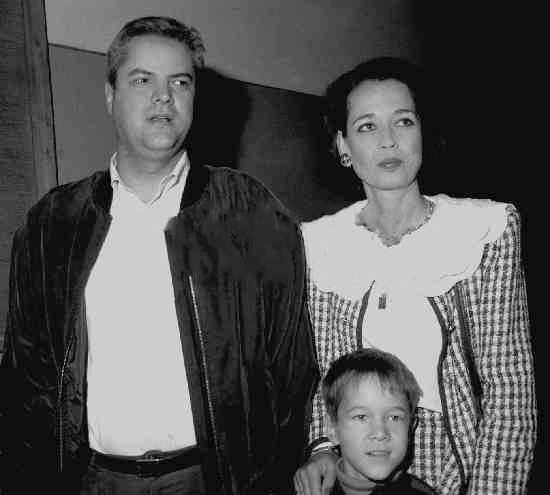
Năstase con la moglie Daniela e il figlio Andrei nel 1992.

Sposò in prime nozze Ilinca Preoteasa, figlia dell'ex ministro degli esteri Grigore Preoteasa. In seguito a divorzio, nel 1985 si unì in matrimonio a Daniela Miculescu, figlia dell'ex ministro dell'agricoltura e ambasciatore della Romania in vari stati asiatici Angelo Miculescu. Dalle seconde nozze nacquero i suoi due figli, Andrei (nato nel 1986) e Mihnea (nato nel 1993).
Appassionato di tennis, fu presidente della Federazione romena di tennis tra il 1995 e il 1996 e membro del consiglio onorario del Comitato olimpico rumeno nel 2000. Tra il 1993 e il 2006 rivestì anche il ruolo di presidente dell'Associazione generale dei cacciatori e dei pescatori sportivi della Romania (AGVPS), della quale fu presidente onorario a partire dal 2006.
È collezionista di oggetti d'arte, carte geografiche, libri, mobili, armi e francobolli.

## Opere
Nel corso della carriera ha scritto centinaia di articoli apparsi in riviste specializzate rumene o straniere sul tema del diritto internazionale.
In epoca comunista ha pubblicato degli articoli che criticavano il monitoraggio dei diritti umani da parte di alcune organizzazioni occidentali come Freedom House.
Oltre che autore di diversi manuali di diritto, tra le sue monografie si annoverano le seguenti:
- (RO) Drepurile omului - religia sfârșitului de secol, 1992.
- (RO) Drepurile omului, societatea civilă, diplomația parlamentară: idei, acțiuni, evoluții, 1994.
- (RO) Nicolae Titulescu - contemporanul nostru, 1995.
- (RO) Dreptul internațional contemporan, 1995.
- (RO) România si noua arhitectură mondială, 1996.
- (RO) Drept economic internațional, 1996.
- (RO) Ideea politică a schimbării: discursuri politice, 1996.
- (RO) Tratatele României, 2000.
- (RO) Dreptul la viitor, 2000.
- (RO) Bătălia pentru viitor, 2000.
- (RO) România - N.A.T.O., 2002.
- (EN) N.A.T.O. enlargement, 2002.
- (RO) România intr-o Europă unită, 2002.
- (RO) Discursuri parlamentare, 2004.
- (RO) Europa quo vadis? - Spre o Europă unită, 2003.
- (RO) Spre normalitate. Guvernarea reformelor. Reforma guvernării, 2004.
- (RO) De la Karl Marx la Coca Cola. Dialog deschis cu Alin Teodorescu, 2004.
- (RO) Victoria normalității - Construirea României europene, 2004.
- (RO) Rolul doctrinei în evoluția dreptului internațional, 2006.
- (RO) Codul Zambaccian, 2006.
- (RO) România după Malta, 2006.
- (RO) România europeană, 2007.